# 臨時参議院
臨時参議院（りんじさんぎいん）は、清末に辛亥革命を起こした革命派政府の機関である。中華民国建国後に正式に成立し、国家機関となった。管轄は立法権等である。1912年（民国元年）1月28日から1913年（民国2年）4月8日までを存続期間とする。
なお一般には「臨時参議院」と称されるものの、根拠法である「臨時政府組織大綱」と「中華民国臨時約法」においては、単に「参議院」と定められているにすぎない。後年の参議院という名称の機関と区別するために、本項目では「臨時参議院」という名称を用いる。
また、1917年（民国6年）11月11日から1918年（民国7年）8月12日まで、やはり中華民国臨時約法に基づく参議院が組織され、これも「臨時参議院」と呼ばれる。この臨時参議院については、別項目（→臨時参議院 (1917年 - 1918年)）を参照されたい。

## 経過

### 辛亥革命から孫文臨時大総統時期まで

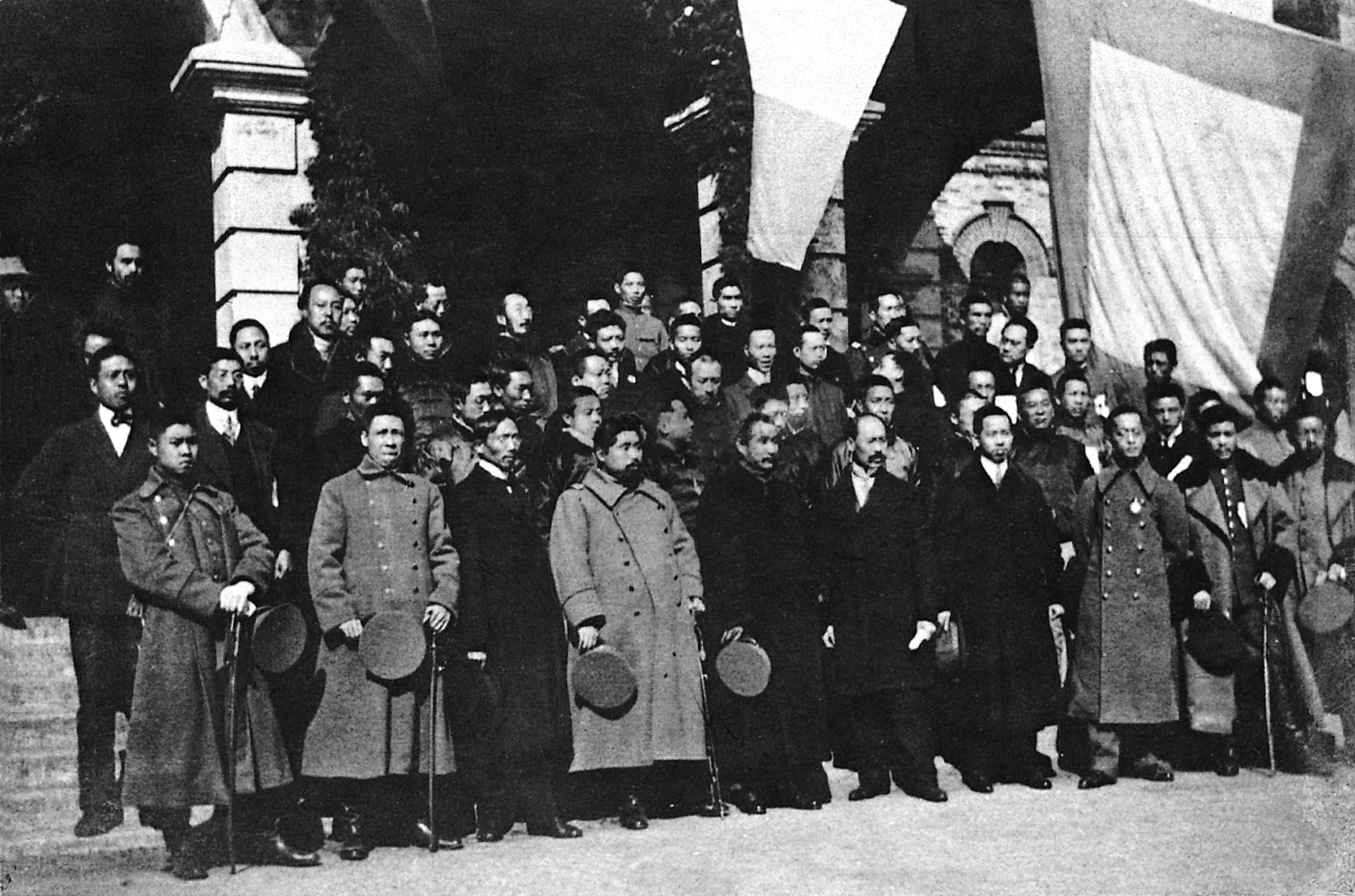
南京での臨時参議院成立時撮影の写真

1911年（宣統3年）10月10日、武昌起義が勃発して辛亥革命が開始される。11月8日、黎元洪を都督とする革命派の湖北都督府（湖北軍政府）が成立した。湖北都督府の呼びかけで革命派の各省代表が漢口に集結し、30日、第1回の各省代表会議（議長：譚人鳳）が開催される。12月3日、臨時政府組織大綱が議決され、即日公布された。この組織大綱の第2章が臨時参議院について規定している。これに基づき、各省の革命派は参議院議員をそれぞれ選出した。
1912年（民国元年）元旦に、孫文を臨時大総統とする中華民国臨時政府が南京で成立した。各省で選出された参議院議員も南京に続々と集結し、1月28日、議員数が規定の過半数に達したとして臨時参議院の成立大会が開催された。議長に林森、副議長に王正廷が選出されている。
南北和平の機運が高まった2月13日に、臨時大総統孫文は臨時参議院に辞表を提出し、翌日、袁世凱を後任に推挙するよう臨時参議院で演説した。15日、臨時参議院は袁を臨時大総統に選出した。しかし首都について、孫が退位条件に示した南京維持説と、袁が主張する北京遷都説が対立し、臨時参議院でも両派に分かれて議論となる。結局3月6日に、臨時参議院は条件付きながらも、袁が北京で臨時大総統に就任すること（すなわち北京遷都）の許可を議決した。

### 袁世凱臨時大総統時期
3月10日、袁世凱は北京で臨時大総統に就任し、誓詞を臨時参議院に致電した。11日、袁により「中華民国臨時約法」が公布され、組織大綱は廃止された。これにより、臨時参議院の根拠法は臨時約法となる。同日、袁は国務総理に唐紹儀を任命し、30日に唐は内閣を組織した。唐は臨時参議院に北京への遷移を促し、臨時参議院も結局これに応じることになる。4月29日、北京で改めて開院式が催され、5月1日、議長に呉景濂、副議長に湯化竜が選出された。
北京遷移後の臨時参議院では、孫文派の中国同盟会と袁世凱派の共和党がそれぞれ40議席余りを維持して拮抗していた。また、同盟会系の別働隊と目された統一共和党も25議席を擁して第3位の勢力となっていた。同盟会と共和党の政争・対立は激しく、それは国務員（内閣閣僚）の任命や内閣組織の問題にまで及んだ。そのため、国務総理唐紹儀や後任の陸徴祥は、両党派の政争に加えて袁の横槍なども受け、短期間で辞職に追い込まれている。また8月25日には、宋教仁の指導の下で同盟会や統一共和党などが結集し、国民党が成立した。9月22日の陸徴祥辞任後、参議院は政党内閣を組織することを条件に、趙秉鈞の国務総理就任に同意を与えた。趙もこれに応じ、陸海軍の両総長を除く閣僚を国民党所属とした。こうして曲がりなりにも形の上では政党内閣が初めて出現したこととなる。
政争の間にも臨時参議院は、国会組織法と参衆両院議員選挙法を議決しており、8月10日に臨時大総統袁世凱により公布された。12月28日、臨時参議院は閉会し、新たな国会の組織に向けた衆参両院選挙が開始される。翌1913年（民国2年）4月8日、国会の成立とともに、臨時参議院は正式に廃止された。

## 注
1. ↑  及川恒忠『支那政治組織の研究』は270-273頁において、この臨時参議院を「新参議院 〔過渡的の臨時参議院〕」として記述している。
2. ↑  以上は、及川249頁、周天度「譚人鳳」80頁による。なお楊鴻年・欧陽鑫『中国政制史』、401頁によると、各省代表会議第1回会議の開催は11月28日、臨時政府組織大綱の議決・公布は11月30日としている。
3. ↑  楊・欧陽、407頁。及川、250-251頁。
4. ↑  及川、251頁。
5. ↑  楊・欧陽、407頁。及川、251頁。
6. ↑  及川、253頁。
7. ↑  謝彬『民国政党史』（中華書局版、49頁）
8. ↑  及川、254頁
9. ↑  楊・欧陽、407頁。及川、254頁。